# Louis-Nazaire Bégin
Louis-Nazaire Bégin (nascido em 10 de janeiro de 1840 em La Pointe-Lévis, Canadá, † 19 de julho de 1925 em Quebec) foi Arcebispo de Quebec.

## Vida
Louis-Nazaire Bégin estudou teologia e filosofia católicas em Québec, Roma e Innsbruck. Ele recebeu em 10 de Junho de 1865, o sacramento de ordens sagradas e recebeu seu doutorado um ano depois, em Innsbruck por um doutor em teologia. De 1868 a 1877 lecionou na Universidade de Laval, em Quebec, de 1877 a 1884, foi prefeito no seminário de Quebec e de 1884 a 1888 dirigiu uma escola pública.
Papa Leão XIII. nomeou-o Bispo de Chicoutimi em 1 de outubro de 1888. Em 21 de outubro do mesmo ano, o Arcebispo de Quebec, Elzéar-Alexandre Cardeal Taschereau, deu-lhe a ordenação episcopal. Os co-consagradores eram o bispo de Trois Rivières, Louis-François Richer dit Laflèche e o bispo de Rimouski, Jean Laforce-Langevin.
Em 18 de dezembro de 1891 ele renunciou à diocese de Chicoutimi e foi nomeado bispo titular de Cirene. Em 22 de março de 1892 tornou-se coadjutor, Administrador Apostólico de 1894 e com a morte do Cardeal Taschereau em 12 de abril de 1898, seu sucessor como Arcebispo de Quebec.
O Papa Pio X aceitou-o em 25 de maio de 1914 como padre cardeal com a igreja titular de Santi Vitale, Gervasio e Protasio no Colégio dos Cardeais. Louis-Nazaire Bégin morreu em Québec em 19 de julho de 1925 e foi enterrado na cripta da catedral local.